# Hemibracon breviscapus
Hemibracon breviscapus är en stekelart som först beskrevs av Szepligeti 1906.  Hemibracon breviscapus ingår i släktet Hemibracon och familjen bracksteklar. Inga underarter finns listade i Catalogue of Life.